# Головашевка (Харьковская область)
Головашевка (укр. Головашівка), село, 
Феськовский сельский совет,
Золочевский район,
Харьковская область.
Код КОАТУУ — 6322686502. Население по переписи 2001 года составляет 41 (20/21 м/ж) человек.

## Географическое положение
Село Головашевка находится в 2-х км от реки Уды (левый берег),
рядом с селом протекает пересыхающий ручей с запрудой, примыкает к селу Чепели,
на расстоянии в 2 км расположено село Феськи.
В 2-х км находится железнодорожная станция Чепелино.
Восточная и северная части села раньше были сёлами Коробки, Никольское и Филоненки.

## История
- 1911 — дата основания.

## Достопримечательности
- Братская могила советских воинов.